# Ujváry Mihály
Ujváry (eredetileg Chlamny, Chlamni vagy Clamni) Mihály, piarista korában Ladislaus a S. Stephano Rege, Érsekújvár, 1805. szeptember 28. – Budapest, 1889. január 16. magyar ügyvéd, nevelő, költő, budai háztulajdonos.

## Élete
Apja Chlamny János, anyja Filo Katalin volt (aki 1823 előtt elhunyt, férje pedig addigra újból megnősült). A gimnáziumot szülővárosában, Érsekújváron kezdte, majd 1818/1819-ben a pesti piarista gimnázium II. grammatikai osztályában folytatta. (Ekkor Hideg András Üllői úti házában [189. szám] volt szállása). A következő osztályokat úgy látszik, hogy Nyitrán végezte, majd 1822 őszén onnan érkezett vissza Pestre, hogy 1823-ban ott fejezze be gimnáziumi tanulmányait a 2. humanista osztályban. (Ekkor Mankovics Imrénél lakott a Kecskeméti utcában [685. szám]).
1823. október 7-én belépett a piarista rendbe. Ekkor anyanyelvének a magyart vallotta, de jól beszél szlovákul és egy keveset németül is. Noviciátusát Privigyén végezte 1823 és 1825 között, majd 1825/1826-ban a korponai piarista gimnázium III. grammatista osztályát tanította. Ezután kilépett a rendből, és a pesti egyetemen folytatta tanulmányait, mint a bölcsészeti kar hallgatója.
Egyetemista korában ismerkedett meg Szalay Lászlóval, valamint Déry Mihály teológussal. Együtt keresték föl időről-időre a Budán, Apród utcai lakásában élő Virág Benedeket, hogy megmutathassák neki költeményeiket, és meghallgassák „e tisztes mester feledetlen szavait”.
Jogi tanulmányai befejezése után a Marczibányi-hitbizomány örököse (majoresco), Marczibányi Márton (1785–1834) titkáraként dolgozott, majd annak fia, Marczibányi Livius (1818–1850) nevelője lett. Neveltjével együtt bejárta egész Európát. „Hogy meglássák Nápolyt, Stockholmot, Londont és Pétervárt, épp két esztendeig kellett rázódniok tengelyen” – mesélte később.
Ezután a család holtig tartó évdíjat rendelt neki, amelyből ügyvédi praxist kezdhetett és egy kisebb házat vehetett a budai Vízivárosban (Öntőház utca 3., a vízivárosi zsinagóga északi szomszédságában), és 1847-ben megszerezhette  a budai polgárjogot. Ebben az évben 60 aranyat bocsátott a Magyar Tudományos Akadémia rendelkezésére, hogy azt négy évre felosztva, életrajzi pályamunkák megjutalmazására fordítsák. „Ekkor követte el a régi múzsák barátja életének egyetlen nem-klasszikus lépését: összevásárolt egy jó csomó Lánchíd-részvényt. Ebből származott az ő gazdagsága.”
Élete hátralevő évtizedeiben a budapesti kulturális élet egyik csodabogara volt. Halála másnapján Budapesti Hírlap így emlékezett rá:
Az öreg Újvári furcsaságai közé tartozott elsősorban az ő öltözete: mindig egy évtizedek előtt divatos ruha, lehetőleg elhanyagolt, kopott és poros állapotban. Aki ezt látta, el nem hitte volna az öreg úrról, hogy ő háztulajdonos a Vízivárosban s olyan vagyonos ember, akinek teljesen módja van rá, hogy passzióinak éljen. Első helyen állott ezek között a passziói között az olvasás ; ezt az öreg úr hihetetlen tökéletességre vitte. Napjai egy részét mindig azzal töltötte, hogy járt egyik antikváriustól a másikig, kutatni valami olyan könyv után, amelyet ő még nem olvasott. S ilyet találni nem volt olyan könnyű dolog, mert az öreg Újvári elolvasott mindent, ami keze ügyébe akadt. A kis köpcös öreg úr, kopott ruhájában legismertebb alakja volt az összes nyilvános könyvtáraknak.
A rövid tudósítást a Budapesti Hírlap másnapi számában Tóth Béla bővítette irodalmi portrévá:
Életének a klasszikus poézisen kívül egy célja volt: megírni Magyarország történetét, az ő saját felfogása szerint, az ő saját kutatásai alapján s az akadémiára hagyni egész nagy vagyonát a célból, hogy e munkát halála után adja ki. ki. E művén negyven év óta hetenkint két napot dolgozott, Tömő [!Öntőház] utcai házacskája második emeletén, egy szűk szobában. ahol foliánsok, kínai porcellánok, elhasznált ingek, ezerfrankos francia díszművek és üres gyújtóskatulyák hevertek a földön, rémséges rendetlenségben. A hét többi napjain a fővárosi könyvtárakat bújta az öreg, gyűjtvén az anyagot élete nagy munkájához. Kivétel csak nyáron volt, mikor Miska bácsi hajnalhasadtával gyakran felgyalogolt a Disznófőhöz és driádokat, oreádokat lesve a bozót között, idilleket írogatott a harmatos fűben heverészvén. Így történt, hogy a gonosz budakeszi svábok egyszer villával kergették meg a költői férfiút, épp egy remek glikoni strófa közepén turbálván őt meg.
Rendszeresen fölkereste az irodalmi élet jelentős szereplőit is. Emiatt Vörösmarty Mihály, akit gyakran untatott „ízetlenségeivel”, Ujváryt „a mindenható Istenhez hasonlította, miért? mert ennek is félni kell «látogatásától»”.

## Költészete
Már piarista kispap korában szívesen foglalkozott versírással. Amikor Korponán tanított, latin ódában búcsúztatta Veisz János plébánost, aki besztercebányai kanonoki állást kapott. Bár mindvégig az antik versmértékes költészet maradt az ideálja, a rendből való kilépése után főként magyarul írt. Öröm-ének (Pestre jöttemkor) című költeményét, amelyet 1826 őszén, egyetemi filozófiai  tanulmányainak megkezdésekor szerzett, Szeder Fábián az Uránia Nemzeti Alamanachba is beválogatta.
Búshadott szívem felereszd vitorlád,

Víg szelek fúnak lebegő hajódra

Béborúlt elméd ködös éjjelére

Hajnali fény jő. 

A sötétséget gyűlölő szemembe

Pest tűnik vígan ragyogó mezében.

Díszes utszáin kiderült okosság

Lángja világít.

Oh szelíd lelkű tudományok anyja

Engem is nyájas kebeledbe végy be,

És vezesd léptem nemes érzemények

Bájain által. […]
Később több alkalmi köszöntő verse jelent meg nyomtatásban. Természetesen az 1848. évi szabadságharc híve volt, és 1848 tavaszán Hadi szózat Magyarország népeihez című költeményével köszöntötte a nemzetőröket. Tóth Béla szerint a még szabadságharc bukása után is
írt a leigázott Pannóniáról egy monumentális alkaikus strófákban zengő ódát, sőt ki is nyomatta vörös és zöld betűvel fehér papirosra, amiért aztán vagy egy esztendeig ült az Újépület falai között. Reggelenkint hallgatta eldeszkázott ablakából, amint a végrehajtó század puskái ropognak, vagy pörög a dob, míg a hóhér fönt működik a lajtorján. A jó Miska bácsi radikális múzsája tehát elhallgatott, és mire megint megszólalt, lojális lett. 1854-ben, a fejedelmi nász ünnepére hódoló hymen-éneket irt, hetvenkét szép aranybetűs sapphoi strófát. A hat tucatból azonban egyet abbéli véleményének kifejezésére használt föl, hogy a cézár sokkal jobban cselekszik, ha nem a bajuvárok földén, a gyászos Lech-mezőn keres magának feleséget, hanem itthon Hunniában, a cédrustermetű, rózsaajkú magyar leányok között. Amiért aztán megint becsukták szegényt egy jó darab időre. Ekkor azután csakugyan nagyon hosszút hallgatott: egész a koronázásig, mikor remek pherekratesi ódájáért egy melltűt küldött neki a főudvarmesteri hivatal.
A leigázott Pannóniáról szóló költeménye nem maradt fönn, de a kiegyezés, és annak előkészületei során, 1865–1867 között valóban több verset is kiadott, többek között az országgyűlés megnyitására, a király és a királyné látogatásaira.

## Hagyatéka
Ujváry Mihály ismerősei úgy tudták, hogy vagyonát a Magyar Tudományos Akadémiára hagyja. Halála után azonban kiderült, hogy házán kívül mindössze 6000 forint készpénze volt, és csak egy 1832-ben készült végrendeletet hagyott, amelyben összesen 240 forintról intézkedett, amelyet valóban az Akadémiának hagyott. Ebből 100-at „egy dráma vagy tragédia írójának jutalmul” rendelt, 100-at pedig azon műveinek kiadására, amelyeket az Akadémia méltónak talál. Kéziratait (költeményeit, valamint három kötetnyi esztétikai és drámai jegyzeteit) barátjára, Szalay Lászlóra hagyta, aki azonban 1864-ben elhunyt. Így a házat Ujváry mostohatestvérei, Chlamny György és Verona (Péteri Antalné) örökölték. Az 1832-ben megjelölt csekély összeget és terhét az Akadémia 1889-ben már nem vállalta, viszont később megvásárolta a kézirathagyatékot, melyből rendezés után 145 nyolcadrét kötetet helyeztek el a Kézirattár „Régi és újabb írók” (RUI) valamint „Vegyes” szakjaiba.

## Művei

### Nyomtatott füzetekben megjelent költemények
- Chlamny, Ladislaus a S. Stephano Rege: Ode honoribus Rev. ac Clar. Domini Joannis Nep. Veisz, antea parochi Carponensis dum. c. e. Neosoliensis actualis canonicus renunciatus ad capessendam novam dignitatem Corpona discederet 16. Julii 1826. a Scholis Piis, oblata. Schemnicii: (kiadó nélkül). 1826.
- Chlamny Mihály: Érdemkoszorú, mellyet Veszerle József urnak a pesti m. kir. egyetem tanítójának neve ünnepe alkalmára benyújtának tanítványi bőjt más hava 19. 1827. Pest: (kiadó nélkül). 1827.
- Felszólalás, mellyet Imre János úrnak neve ünnepén jún. 24. benyújtanának tanítványi. Pest: (kiadó nélkül). 1827.
- Óda Puchói Marczibányi Mártonyhoz, midőn 1834. neve napját üllené. Pest: (kiadó nélkül). 1834.
- A magyar nyelv diadalma. Csász. kir. örökös főherczeg József Magyarország nádora kir. helytartó ő Fenségének ajánlva aug. 31. 1836. Pest: (kiadó nélkül). 1836.
- Peteöfalvi Uzovics János királyi helytartói tanácsos úrhoz, midőn Esztergam vármegye fő-ispányi helytartóságába bévezettetnék. Pest: (kiadó nélkül). 1836.
- Hadi szózat Magyarország népeihez. Buda, máj. 20. 1848. Buda: (kiadó nélkül). 1848.
- Üdvezlő szózat ő cs. kir. apost. Felsége Ferencz Józsefhez Magyarország nemessége és több polgárai által Budán 1852. jún. 8. tett közhódolatuk alkalmával. Pest: (kiadó nélkül). 1852.
- Emlék óda midőn ő csász. és apost. kir. Felségéhez Ferencz József az Isten segitségével megtalált magyar szent koronát Budára September 21kén 1853-ban visszahelyeztetné. Pest: (kiadó nélkül). 1853.
- Üdvözlet ő császári királyi apostoli felsége Ferencz Józsefhez Buda-Pestre jöttén jun. 6-án 1865. Pest: (kiadó nélkül). 1865.
- Óda ő császári s apostoli királyi felsége Ferencz József legkegyelmesebb urunkhoz az 1865. december 10-diki Ország-Gyűlés megnyitására. Pest: (kiadó nélkül). 1865.
- Szózat ő cs. apostoli királyi felsége Erzsébet legkegyelmesebb asszonyunkhoz Budapestre érkeztén jan. 28. 1866. Pest: (kiadó nélkül). 1866.
- A magyar jog diadalma. Ő csász. és apost. kir. Felségéhez Ferencz Józsefhez midőn a magyar alkotmányt visszaállítaná s a felelős miniszterek az esköt letennék. Pest: (kiadó nélkül). 1867.

### Kéziratban
- Életszabályok, 1833-1836, 70 pp.  (Magyar Tudományos Akadémia Könyvtára, Kézirattár, RUI [Régi és újabb írók], 4r, 135).
- Versgyűjtemény, 79 darab (Magyar Tudományos Akadémia Könyvtára, Kézirattár, RUI, 8r, 56).
- Széchényi Istvánhoz [vers] (Magyar Tudományos Akadémia Könyvtára; Kézirattár, K 164/83a).
- Collectio poetica praecipue e Scholis Piis, 1784–1826 (Piarista Rend Magyar Tartománya Központi Levéltára, I.2.a: Manuscripta vetera, For. 0-5/9).